# Vulve humaine
Pour un article plus général, voir Vulve.
La vulve humaine est la partie externe de l'appareil génital féminin. L'organe comprend entre autres le mont du pubis, les grandes lèvres, les petites lèvres, le clitoris, le vestibule vulvaire, le méat urétral, l'ouverture vaginale, les glandes de Bartholin et les glandes de Skene. La vulve protège le vagin et indirectement l'utérus par ses lèvres vaginales internes et externes. Les muscles du plancher pelvien soutiennent les structures de la vulve ; d'autres muscles du triangle urogénital apportent également soutien.
Les artères pudendales assurent l'apport sanguin à la vulve, alors que les veines pudendales internes drainent le sang veineux hors de la vulve. Les vaisseaux lymphatiques transportent la lymphe hors de la vulve vers les nœuds lymphatiques inguinaux. Elle est innervée par le nerf pudendal, le nerf périnéal, le nerf ilio-inguinal et leurs branches. L'afflux sanguin et les nerfs de cet organe participent à l'excitation sexuelle, laquelle sert au processus de reproduction.
Une fois formée, la vulve est le siège de changements visibles dès le plus jeune âge jusqu'après la ménopause. Son apparence varie d'une personne à l'autre, particulièrement pour les petites lèvres et le clitoris, qui peuvent être de grandeur variable. L'organe peut être atteint de plusieurs maladies qui sont souvent les conséquences d'irritations vaginales. Elle peut être le siège d'infections et de cancers. La génitoplastie sert à reconstruire la vulve, et des opérations de chirurgie plastique peuvent être entreprises sur cet organe pour des raisons esthétiques.
Des peuples disparus, pratiquants de religions anciennes, ont vénéré la vulve. Dans les sociétés occidentales, l'attitude générale des populations a été largement négative à cause de l'usage du terme médical pudenda membra, signifiant « parties dont il faut avoir honte », apparu au XVIIe siècle. Des artistes luttent contre cette perception, proposant une vision plus positive de cet organe. Bien que le vagin soit une partie distincte de l'anatomie féminine, ce mot est régulièrement utilisé à tort comme synonyme de vulve.

## Terminologie

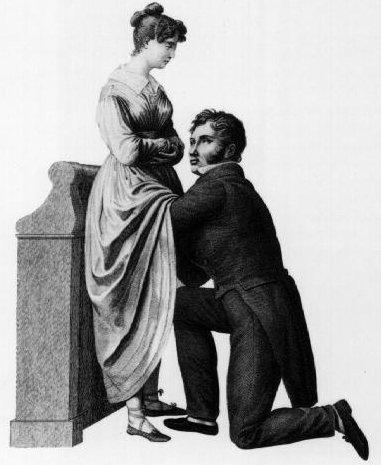
Examen gynécologique en 1822. Le médecin, à genou, examine l'organe génital de la femme sans toutefois le regarder.

### Étymologie
Le terme « vulve » dérive du mot latin « vulva » et signifie « matrice ». Sa définition comme appareil génital féminin apparaît, au début du XIVe siècle, dans l'encyclopédie médiévale Placides et Timéo.
C'est au milieu du XVIIe siècle qu'apparaît « pudenda membra » pour nommer les organes génitaux masculins et féminins, terme signifiant « parties dont il faut avoir honte ».
Ce changement de nom est à l'origine d'une perception sociale négative, parmi les populations occidentales, de ces organes (par exemple, le dessin à la droite montre un médecin examinant l'organe génital de la femme, organe qu'il ne doit pas voir),.

### Autres noms
En langue vulgaire, il existe de nombreux synonymes pour désigner la vulve, dont  « chatte » (probablement une allusion à la pilosité de la vulve), « foufoune » ou « con ». Au Québec, la vulve peut être vulgairement appelée « plotte », « minou », « noune » ou « minette ».

## Structure

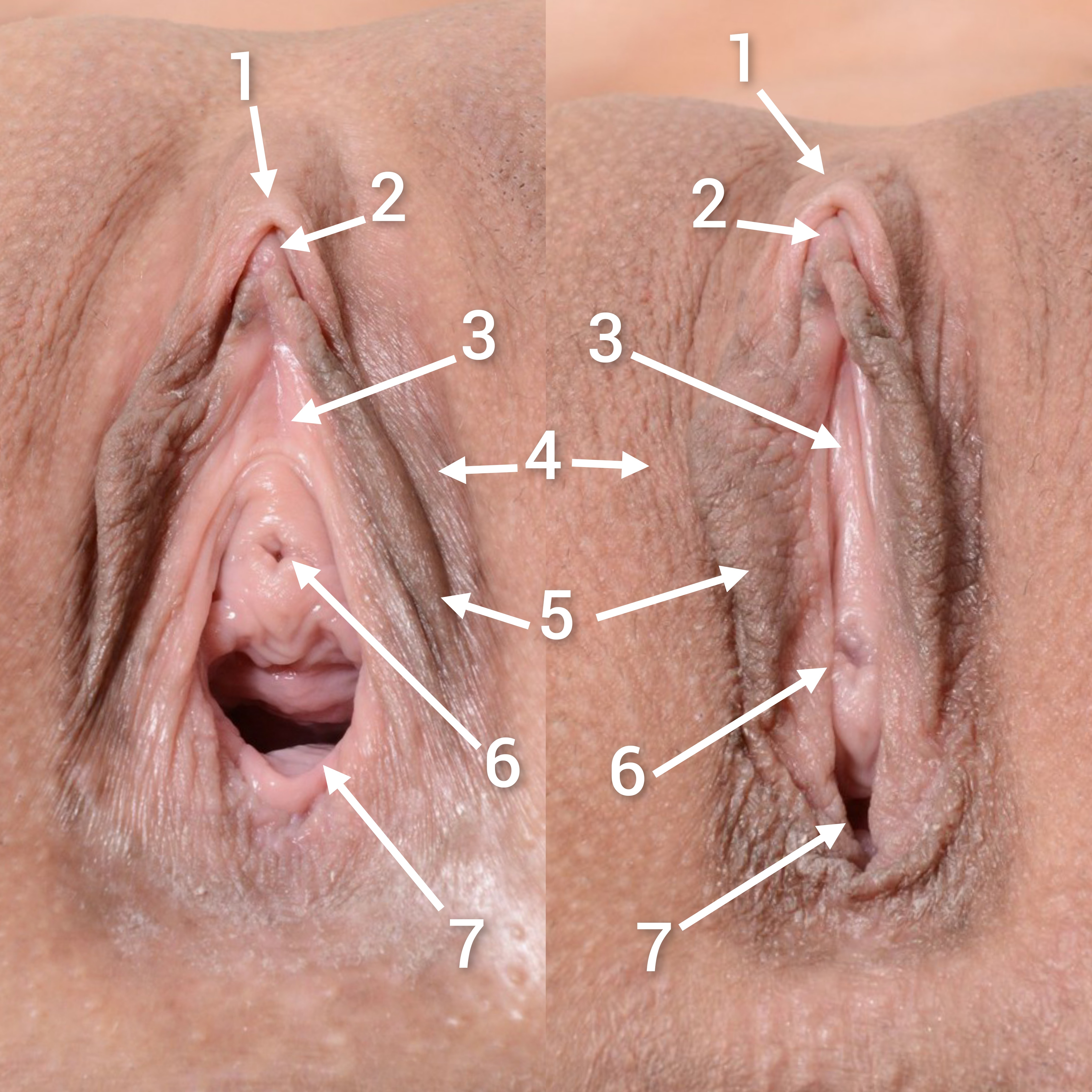
1. Capuchon du clitoris. 2. Gland du clitoris. 3. Vestibule vulvaire. 4. Grandes lèvres. 5. Petites lèvres. 6. Urètre. 7. Orifice vaginal.

Les structures principales de la vulve sont : le mont du pubis, les grandes lèvres et les petites lèvres, les parties externes du clitoris — le capuchon du clitoris et ses glandes —, le méat urétral, l'orifice vaginal et l'hymen, ainsi que les glandes vestibulaires (de Bartholin et de Skene). Elle est aussi constituée de la fente vulvaire, de poils pubiens, de glandes sébacées, du bulbe du vestibule et du triangle urogénital.

### Mont du pubis
Le mont du pubis est un monticule mou de tissu adipeux sur le devant de la vulve, dans la région pubienne qui recouvre le pubis (un os). Le mons pubis, soit « mont du pubis » en latin, est présent chez la femme et l'homme ; il agit comme coussin lors d'un rapport sexuel, étant plus proéminent chez la femme. L'alternative mons veneris (« mont de Vénus ») est parfois utilisé pour nommer celui de la femme. La partie basse du mont du pubis est divisée par une fissure — la fente vulvaire —, qui devient ainsi les grandes lèvres. Après la puberté, le capuchon du clitoris et les petites lèvres peuvent saillir dans la fente vulvaire. Le mont et les grandes lèvres sont recouverts de poils pubiens à la fin de la puberté au plus tard.

### Lèvres

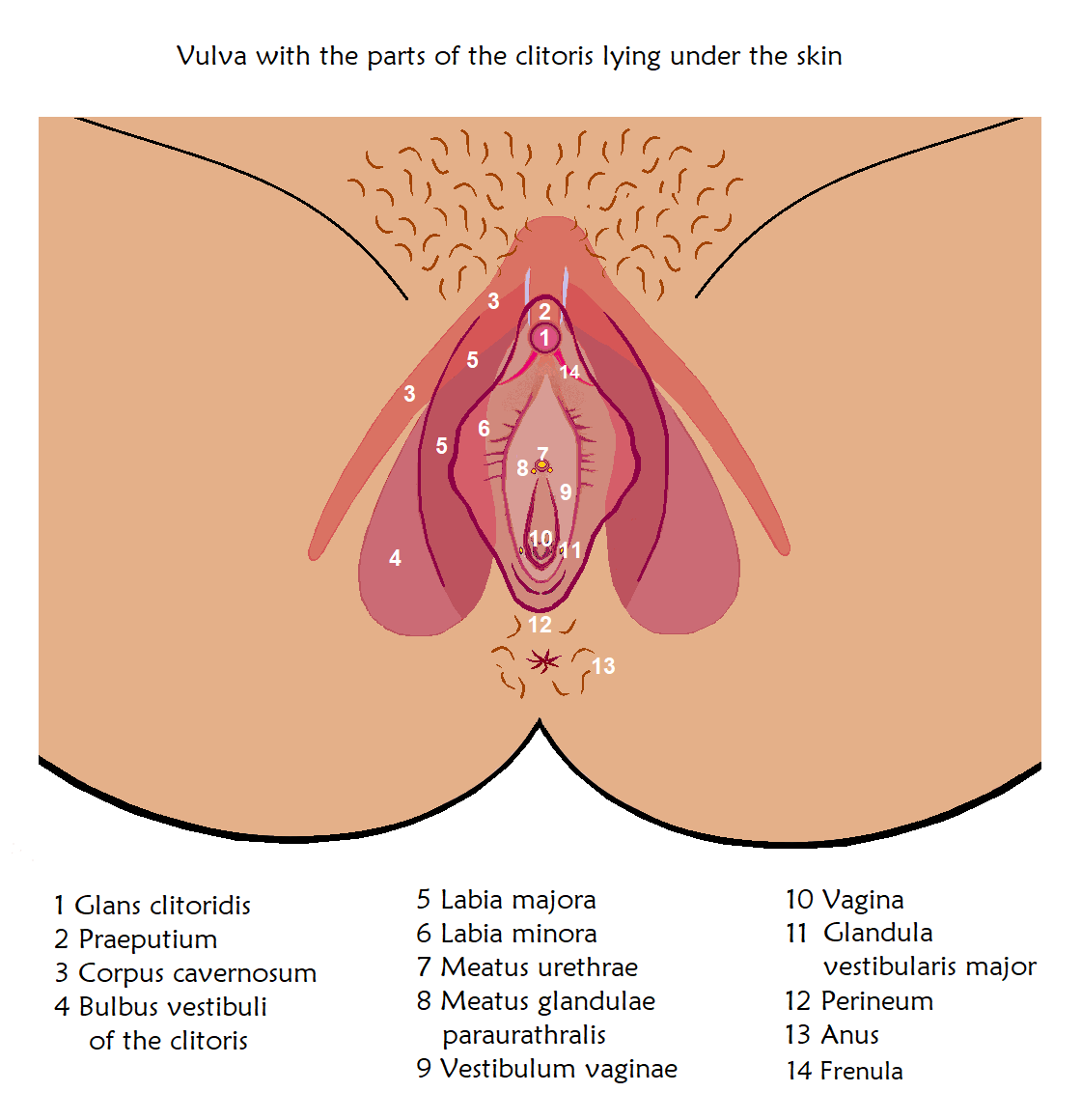
Vulve avec la partie visible du clitoris et les parties situées sous la peau.

Les grandes lèvres (en latin : labia majora) et les petites lèvres (en latin : labia minora) recouvrent le vestibule vulvaire. Les plis extérieurs ou grandes lèvres protègent les autres structures de la vulve. Les deux plis des petites lèvres se rejoignent, en haut, sur le devant du mont du pubis et, en bas, au triangle urogénital (la partie antérieure du périnée) entre la fente vulvaire et l'anus,.
Les petites lèvres sont souvent de couleur rose ou brunâtre foncé, selon la couleur de peau de la personne.
Les sillons entre les petites lèvres et les grandes lèvres sont appelés interlabial sulci ou plis interlabiaux. Les petites lèvres sont deux plis de tissu tendre, à l'intérieur des grandes lèvres. Elles sont plus colorées que les grandes lèvres et comprennent de nombreuses glandes sébacées. Chez une femme en position debout, ces lèvres se rencontrent en bas au frein des petites lèvres, un pli de tissu muqueux ; en haut, elle se rencontrent et forment le capuchon du clitoris (ou prépuce).
Cet organe présente une grande variation dans son apparence, comme toutes les autres parties de la vulve. Le qualificatif « petites », comparativement à « grandes », prête à confusion parce que leur taille peut être conséquente et elles peuvent saillir dans le vagin ou par les grandes lèvres,. Le Britannique Jamie McCartney (en) a mis en évidence cette variation grâce à une série de bas-reliefs composés de 400 moules vulvaires appelée Great Wall of Vagina. La pilosité pubienne varie d'une femme à une autre, que ce soit par la couleur, la texture ou la quantité de boucles.

### Clitoris
Le gland du clitoris, partie visible du clitoris, a les dimensions et la forme d'un pois ; ses dimensions sont chez la majorité de la population de 6 mm à 25 mm, mais peut dépasser cette taille, notamment chez les femmes qui ont une variation du développement sexuel (aussi appelée intersexuation),, par exemple une hyperplasie congénitale des surrénales, ou chez certaines personnes ayant le syndrome des ovaires polykystiques. Le fait d'avoir un clitoris plus grand que la « norme » est une variation saine du développement sexuel, et n'occasionne aucun problème de santé. Les femmes ayant le gland du clitoris plus volumineux que la moyenne subissent souvent des opérations de réduction clitoridienne sans leur consentement pendant l'enfance ou sous la pression du corps médical à l'adolescence ou à l'âge adulte. Ces opérations ont fréquemment de lourdes conséquences psychologiques et physiques. Cette pratique a été condamnée à plusieurs reprises par l'ONU et qualifiée de mutilation. Les personnes qui prennent de la testostérone dans le cadre d'une transition de genre médicale de femme à homme ont également un clitoris dont la taille est au-dessus de la moyenne.
La taille du clitoris peut doubler lors d'une érection. Selon le psychologue Bruce M. King, le gland clitoridien comprend autant de terminaisons nerveuses que le gland du pénis du mâle humain, les deux étant très sensibles. La seule fonction du clitoris est de l'ordre du plaisir sexuel,. Le capuchon du clitoris est un pli protecteur de peau qui varie en taille et en forme ; il recouvre complètement ou partiellement le clitoris. Le clitoris est l'homologue féminin du pénis, alors que le capuchon du clitoris est équivalent au prépuce de l'homme, qui peut être complètement ou en partie caché dans la fente vulvaire.

### Vestibule vulvaire
L'aire entre les petites lèvres où se trouve l'entrée du vagin et le méat urétral est appelé le « vestibule vulvaire » ou « vestibule du vagin ». Le méat urétral se trouve sous le clitoris et tout près de l'ouverture vaginale à proximité du périnée. Anatomiquement, le terme introitus est mieux que « ouverture » puisque le vagin est habituellement réduit avec son ouverture fermée[réf. nécessaire]. L'introitus est parfois recouvert[réf. nécessaire] d'une membrane appelée l'« hymen ». Toutefois, l'hymen peut aussi se déchirer lors d'exercices ou être étiré à la suite de l'usage de tampons hygiéniques ou coupe menstruelle[réf. nécessaire] ; par ailleurs, sa taille peut être trop petite pour être observable ou il peut être absent. Dans quelques rares cas, l'hymen peut complètement masquer l'introitus, ce qui exige alors de l'ouvrir chirurgicalement pour permettre l'écoulement du sang menstruel et les rapports sexuels. Les deux glandes vestibulaires majeures (ou de Bartholin) se trouvent de chaque côté de la vulve, dans sa moitié postérieure. Celles-ci, les plus grosses glandes vestibulaires, secrètent du mucus, ainsi que du lubrifiant vaginal et vulvaire. Chez l'homme, leurs homologues sont les glandes bulbo-urétrales (ou de Cowper). Les plus petites glandes du vestibule, les glandes para-urétrales (ou de Skene), se trouvent dans la paroi antérieure du vagin. Leurs homologues masculins est la prostate ; pour cette raison, elles sont parfois appelées « prostate féminine ».

### Muscles

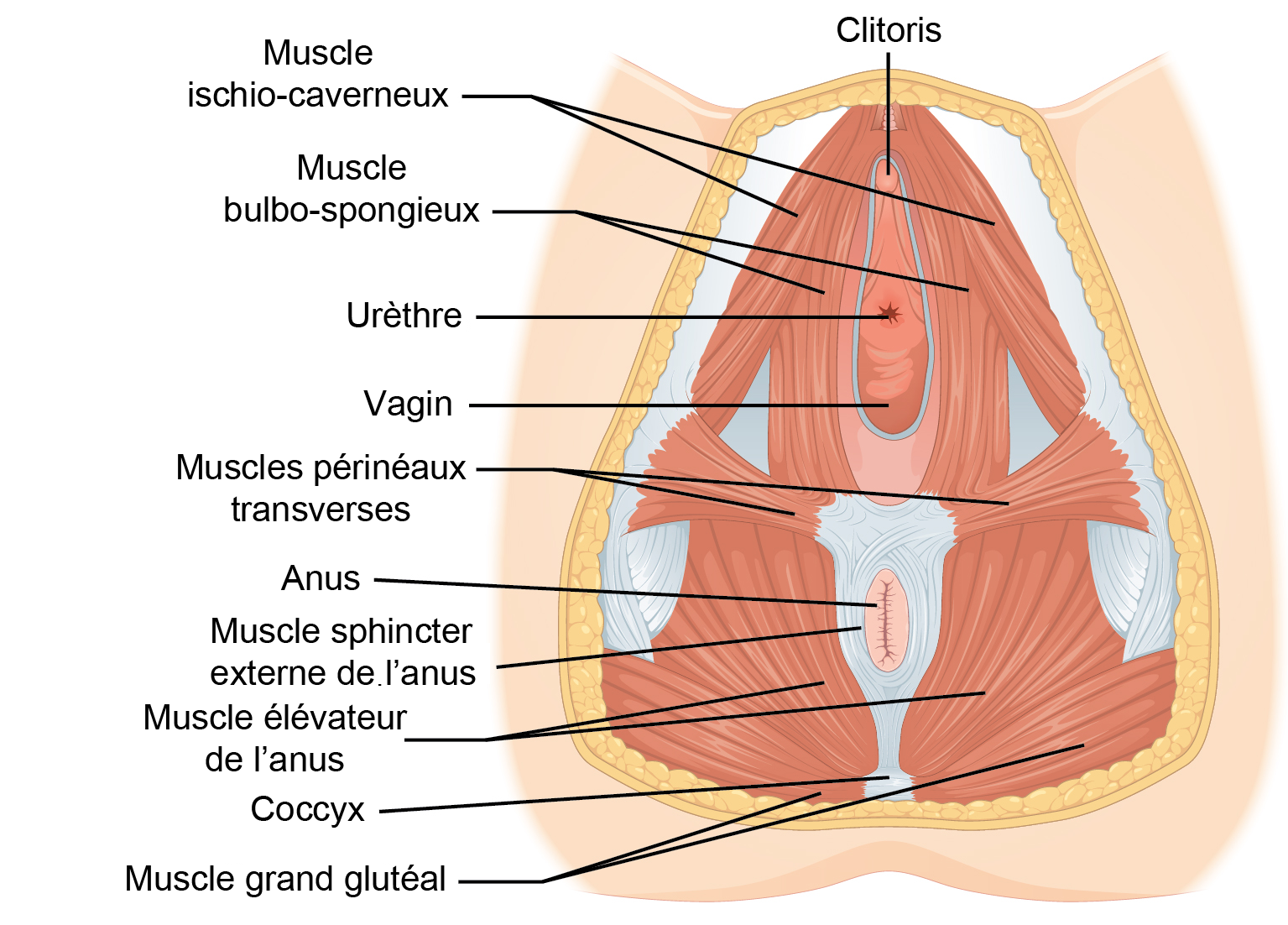
Muscles soutenant la vulve et le périnée (vue sur la vulve et l'anus depuis les pieds).

Les muscles du plancher pelvien contribuent au soutien de la structure vulvaire. Le muscle pubo-coccygien, qui fait partie du muscle élévateur de l'anus, est volontaire et contracte en partie l'entrée vaginale. D'autres muscles du triangle urogénital soutiennent la région vulvaire, dont les muscles transverses du périnée, le muscle bulbo-spongieux et le muscle ischio-caverneux. Le muscle bulbo-spongieux réduit la taille de l'entrée vaginale. Il joue un rôle pendant les contractions vaginales lors de l'orgasme car il provoque la contraction des glandes vestibulaires.

### Sang, lymphe et ramifications nerveuses
Les tissus de la vulve sont très vascularisés ; l'afflux sanguin y est amené par trois artères pudendales. Le sang veineux est évacué par les veines pudendales externes et internes.
Les tissus de la vulve sont drainés par un ensemble de nœuds lymphatiques inguinaux superficiels situés près des vaisseaux sanguins.
Le nerf ilio-inguinal prend naissance dans le premier nerf lombaire et donne naissance à des branches, dont les nerfs labiaux antérieurs qui innervent la peau du mont du pubis et les grandes lèvres.
Le nerf périnéal est l'une des branches terminales du nerf pudendal et connecte les nerfs pudendaux postérieurs qui innervent les levres vulvaires. Les branches du nerf pudendal comprennent le nerf dorsal du clitoris qui transmet les sensations du clitoris .
Un faisceau, dense, de petits nerfs remplit le gland du clitoris ; toutefois cette densité tend à diminuer dans les tissus près de l'urètre.
Cette densité indique que le gland diffuse le plus grand nombre de sensations du plaisir.
Les nerfs caverneux du plexus uréto-vaginal innervent le tissu érectile du clitoris. Ils sont rejoints sous l'arche pubique par les nerfs dorsaux du clitoris.
Les nerfs pudendaux entrent dans le pelvis par le foramen sciatique mineur et continuent de façon médiale à l'artère pudendale interne. L'endroit où les nerfs encerclent l'épine ischiatique est le lieu où effectuer l'anesthésie pudendale dans le but de réduire les sensations de la vulve.
Un certain nombre de nerfs se séparent du nerf pudendal. La branche profonde du nerf périnéal fournit les sensations aux muscles du périnée et une branche nerveuse connecte le bulbe du vestibule,.

## Développement

### Développement prénatal

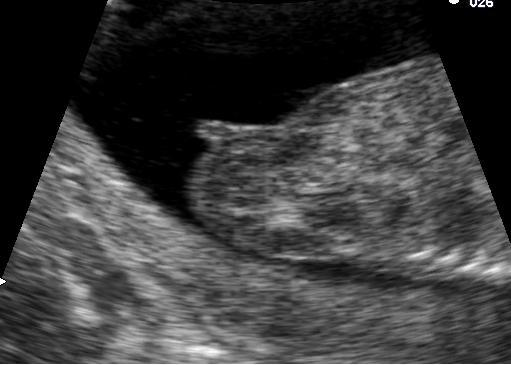
Tubercule génital d'un fœtus humain femelle à quatorze semaines.

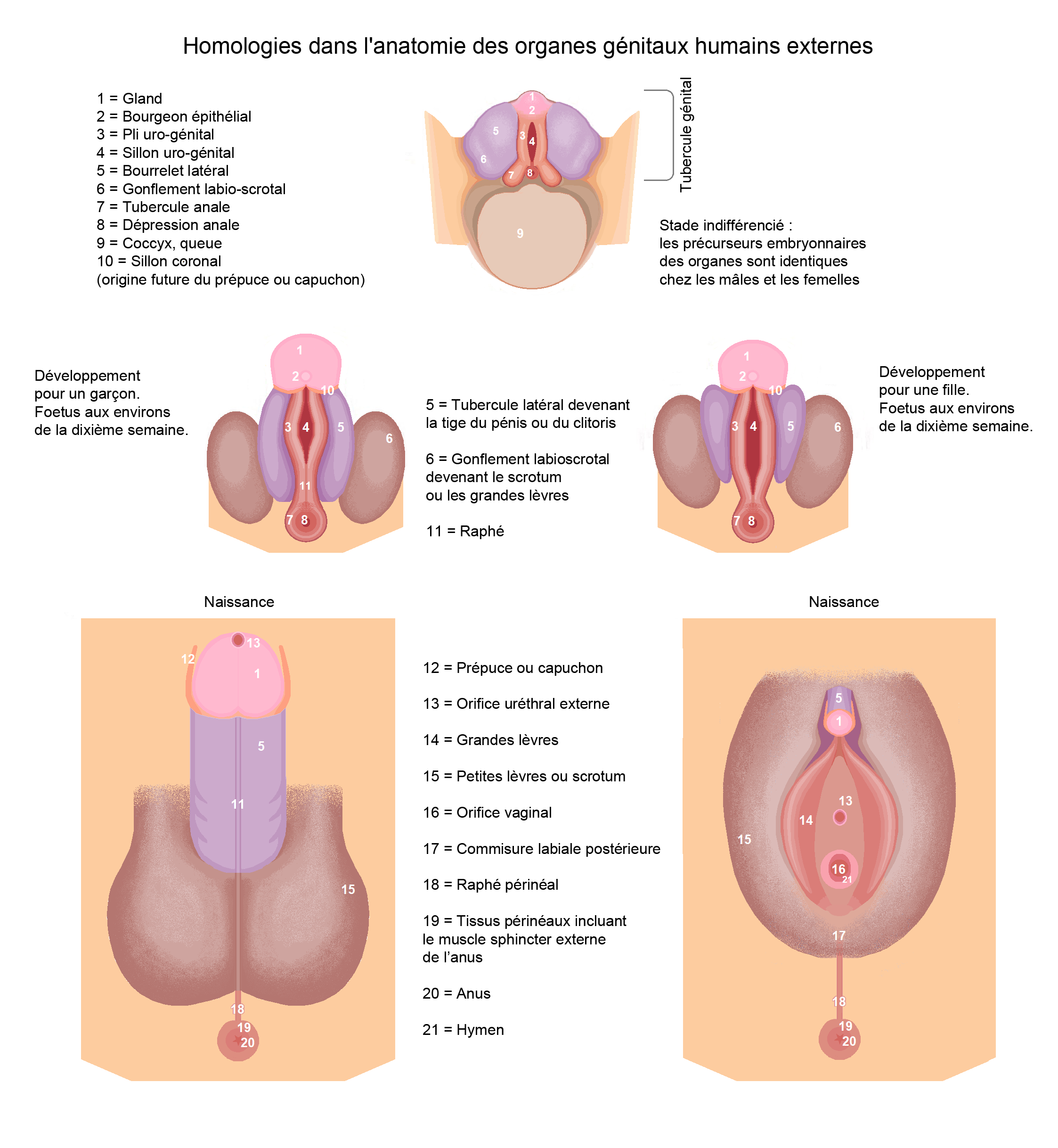
Développement de l'appareil génital, d'un futur garçon à gauche, d'une future fille à la droite. Dans la première rangée, la partie de l'embryon qui deviendra le sexe de l'enfant est semblable chez les deux. Dans la seconde rangée, des différences apparaissent. Dans la troisième, les différences entre les organes sexuels sont significatives.

Dans la troisième semaine du développement de l'embryon, les cellules du mésenchyme de la ligne primitive migrent autour de la membrane du cloaque. Au début de la cinquième semaine, les cellules forment deux gonflements appelés « plis cloaquiaux », qui se rejoignent devant la membrane du cloaque pour former une région nommée « tubercule génital »,. Le sinus urogénital (en) fusionne avec la membrane du cloaque pour former le périnée. Cette opération crée deux régions : la ventrale est entourée par les plis urétraux et la dorsale est entourée par les plis anaux,. Ces régions forment éventuellement le triangle urogénital et le triangle anal (en). La région entre le vagin et l'anus est appelée le périnée clinique.
Au même moment, un gonflement apparaît de chaque côté des plis urétraux, ces gonflements génitaux se modifient pour devenir les plis labioscrotaux,. La différentiation sexuelle prend place et, à la fin de la sixième semaine, les hormones stimulent encore plus le développement de ces gonflements ; chez la femelle, le tubercule génital courbe pour former le futur clitoris,. Les plis urétraux forment les petites lèvres, alors que les plis labioscrotaux forment les grandes lèvres. Malgré ces changements, le sexe de l'enfant n'est pas visible. En effet, les organes sexuels des embryons mâles et femelles peuvent être distingués dès la douzième semaine, mais avec difficulté.
Le canal utérovaginal ou canal génital se forme à partir du troisième mois du développement du système urogénital. La partie basse du canal est bloquée par une plaque de tissu, la plaque vaginale. Ce tissu se développe et s'allonge du troisième au cinquième mois ; la partie basse du canal se forme par desquamation ou perte cellulaire. Le bout du canal est bloqué par une membrane endodermique qui sépare l'ouverture du vestibule. Au cinquième mois, la membrane dégénère tout en laissant un résidu appelé « hymen ».
Selon les théories biologiques dominantes contemporaines, les femelles humaines et les mâles humains ont un ancêtre commun ; plusieurs organes chez les deux sont biologiquement homologues. Le gland du clitoris est homologue au gland du pénis ; le corps du clitoris et le pilier du clitoris sont homologues au corps caverneux du pénis. Les grandes lèvres sont homologues au scrotum ; le capuchon du clitoris est homologue au prépuce et les petites lèvres sont homologues à l'urètre spongieux. Le bulbe du vestibule sous la peau des petites lèvres sont homologues au corps spongieux du pénis qui entoure l'urètre et au bulbe du pénis. Les glandes de Bartholin des femelles humaines sont homologues aux glandes de Cowper des mâles humains.

### Enfance
La vulve de la nouvelle-née peut être gonflée ou distendue à la suite d'un taux d'hormones plus élevé que la moyenne transmis par le placenta maternel.
Les grandes lèvres sont closes à ce moment.
Cette condition disparaît habituellement après quelques mois.
Avant la puberté, un taux en dessous de la moyenne d'œstrogènes peut rendre les lèvres plus collantes et, ultimement, elles peuvent se souder. Cette fusion labiale apparaît rarement après la puberté puisque la production d'œstrogènes a augmenté.

### Puberté
La puberté, période marquée par le début de la capacité à se reproduire, dure de deux à trois ans et induit une série de changements,.
La structure de la vulve devient proportionnellement plus étendue et parfois plus proéminente.
La pilosité pubienne commence à apparaître sur les lèvres majeures puis se poursuit plus tard au mont du pubis et parfois sur le périnée et à l'intérieur des cuisses. Le poil pubien est plus long et épais que les autres poils du corps et forme un caractère sexuel secondaire.
La pubarche, c'est-à-dire l'« apparition d'une pilosité pubienne », peut s'effectuer en parallèle avec la puberté. Une pubarche prématurée peut être un indicateur d'un futur trouble à la fois métabolique et endocrinien pendant l'adolescence,.
Les glandes sudoripares apocrines secrètent la sueur qui débouche dans des follicules pileux du pubis.
Cette sueur, modifiée par des bactéries sur la peau, produit une odeur que certaines personnes perçoivent comme une phéromone sexuelle attractive.
Pendant cette phase, les petites lèvres peuvent augmenter en taille, changer de forme tout comme de couleur.
À la puberté, la ménarche est la période des premières menstruations.
Chez les filles prépubères, la peau de la vulve est mince et fragile ; son pH neutre la rend sensible aux irritations.
La production de l'hormone sexuelle féminine estradiol (un œstrogène) à la puberté amène la peau du périnée à s'épaissir et à se charger de kératine, ce qui réduit les risques d'infection.
Les œstrogènes provoquent également le dépôt de gras dans les tissus, un caractère sexuel secondaire. Par ricochet, la vulve augmente en maturité : le mont du pubis, les petites lèvres et les grandes lèvres augmentent en taille.
Chez certaines femmes, le clitoris peut prendre une taille au-dessus de la moyenne à la puberté, voire prendre l'apparence d'un très petit pénis. C'est une variation saine du développement sexuel, sans effet négatif sur la santé.

### Grossesse
À la grossesse, la vulve et le vagin prennent une couleur bleutée à cause de la congestion veineuse. Cette couleur apparaît entre les huitième et douzième semaines et devient plus sombre pendant le reste de la grossesse. Cette période voit la production d'œstrogènes augmenter significativement et, en conséquence, les organes génitaux augmentent en taille, tout comme les ouvertures vulvaire et vaginale.

### Ménopause
Pendant la ménopause, la production des hormones « féminines » décroît, ce qui amène des changements vulvaires, condition appelée « vulvo-vaginite atrophique ». Cette réduction d'œstrogènes influence le mont du pubis, les lèvres et l'ouverture vaginale ; la peau peut pâlir, se mettre à démanger et devenir endolorie. Parmi les autres changements visibles, on peut observer une réduction du nombre de poils pubiens, une réduction du gras dans les grandes lèvres, un amincissement des petites lèvres et un rétrécissement de l'ouverture vaginale. Cette condition est parfois appelée « syndrome génito-urinaire de la ménopause ».

## Fonction et physiologie
La vulve joue un rôle important dans le système reproducteur de la femme. Tout en offrant ouverture et protection à l'utérus, elle maintient les bonnes conditions de température et d'humidité pour les fonctions sexuelles et reproductives. Les parties externes de la vulve sont richement innervées et procurent du plaisir lorsqu'elles sont proprement stimulées. Le mont du pubis fait office de coussinet vis-à-vis des os pubiens féminins lors d'un rapport sexuel.
Plusieurs sécrétions sont associées à la vulve, dont l'urine (provenant du méat urinaire pendant la miction), la sueur (des glandes apocrines), les menstruations (qui sortent du vagin), le sébum (des glandes sébacées), le fluide alcalin (des glandes de Bartholin), le mucus (des glandes de Skene), le lubrifiant vaginal (des parois vaginales) et le smegma,. Substance blanche formée de cellules mortes, d'huile cutanée et de bactéries, le smegma est formé par les organes génitaux. Chez la femme, cette sécrétion visqueuse apparaît autour du clitoris, des petites lèvres et des grandes lèvres. Elle peut provoquer de l'inconfort lors de relations sexuelles puisqu'elle peut faire coller le gland clitoridien au capot clitoridien ; elle est toutefois facile à enlever par lavage à l'eau. Les acides aliphatiques appelés copulines, secrétés par le vagin, s'écoulent également par la vulve. Elles agiraient comme phéromones. Composés d'acides gras, leur odeur change selon les stades du cycle menstruel.

### Plaisir sexuel

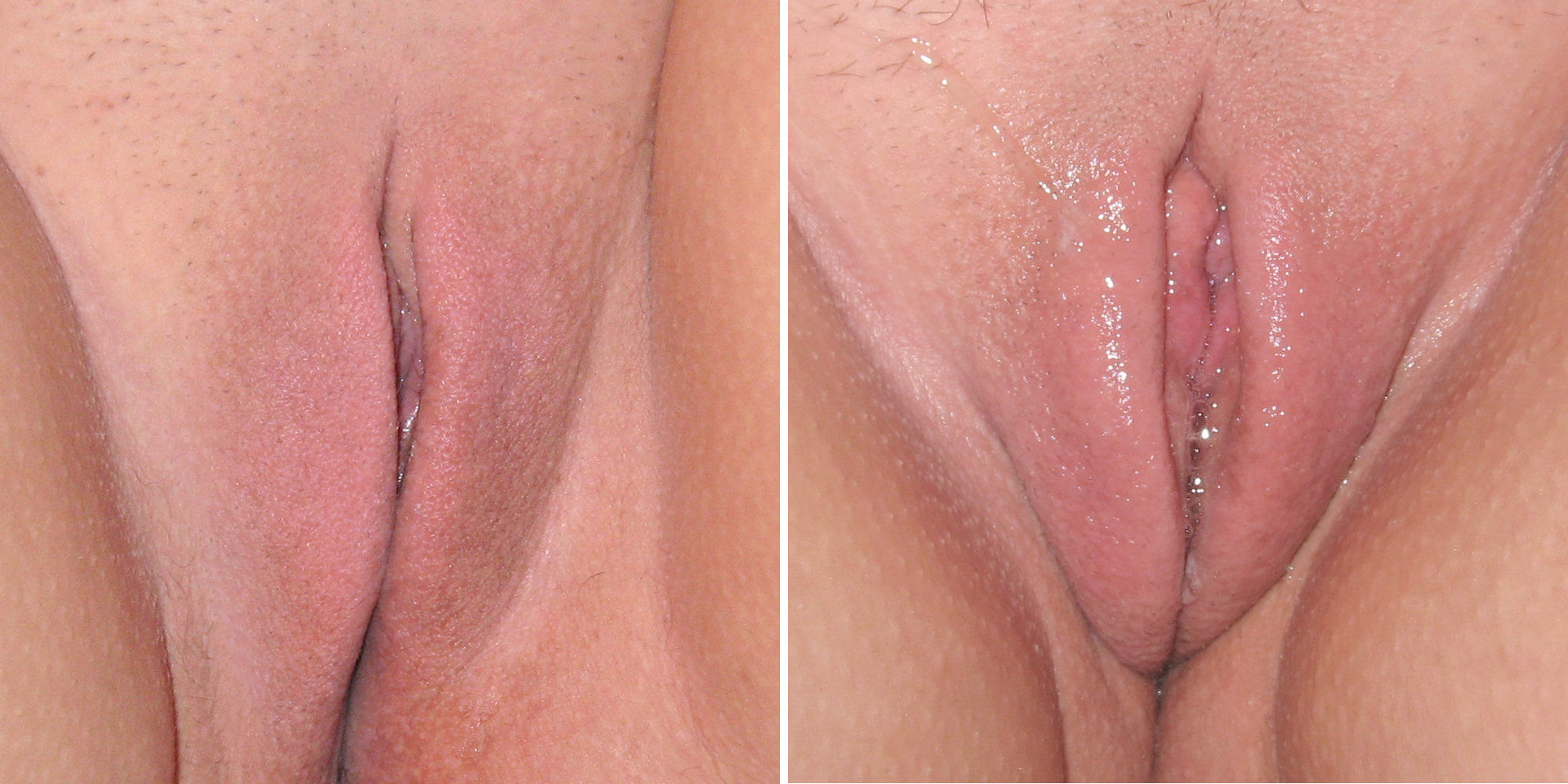
Vulve au repos à la gauche et vulve sexuellement excitée à la droite : les petites lèvres sont gonflées de sang et recouvertes de secrétions.

Le clitoris et les petites lèvres sont deux des zones érogènes de la vulve. Une stimulation plus centrée porte habituellement sur le clitoris ; accessoirement sur l'entrée du vagin et autres régions périnéales. Le clitoris étant le plus sensible, une stimulation de celui-ci induit normalement un orgasme. L'orgasme est souvent atteint par un massage.
L'excitation sexuelle provoque plusieurs changements physiques de la vulve. La lubrification vaginale augmente, les sécrétions vaginales s'écoulant en partie vers la vulve, et les nombreuses artérioles du tissu vulvaire se gonflent de sang en réponse à l'excitation, ; le clitoris et les petites lèvres gonflent donc de taille. L'augmentation de la congestion vasculaire du vagin provoque une réduction de la taille de celui-ci, ce qui fait décroître la taille de son ouverture d'environ 30 %. Le clitoris est de plus en plus en érection et son gland se déplace vers les os pubiens ; il devient donc plus caché par le capuchon clitoridien. Les petites lèvres changent également de couleur, parfois de façon marquée, allant du rose au rouge pour les femmes à la peau claire n'ayant jamais accouché d'un enfant, ou de rouge à foncé pour les femmes qui ont donné naissance à un enfant[réf. nécessaire]. Immédiatement avant l'orgasme, le clitoris est exceptionnellement gorgé de sang, ce qui donne l'illusion que le gland se rétracte sous le capuchon. Une contraction musculaire rythmique apparaît à la fois dans le vagin, l'utérus et l'anus. Par la suite, même si l'orgasme se maintient, les contractions sont moins intenses et plus aléatoires. Le nombre de contractions varie selon l'intensité de l'orgasme. Un orgasme peut aussi provoquer une éjaculation féminine, du liquide pouvant s'écouler par l'urètre en provenance soit des glandes de Skene, soit de la vessie. Le sang commence à se retirer par la suite. L'ensemble des organes sexuels se relaxant, le vagin et son ouverture reprennent leur taille antérieure ; la vulve reprend également sa taille, sa position et sa couleur antérieures,.

### Distance entre le méat urinaire et le gland du clitoris, «orgasme vaginal»
La distance entre le gland du clitoris et l'orifice de l'urètre situé dans le vestibule vulvaire est abrégée en anglais sous l'acronyme de CUMD (Clitoral-Urinary Meatus Distance)
Dans les années 1920, Marie Bonaparte, influencée par les représentations de Sigmund Freud sur la sexualité des femmes, mène des enquêtes auprès de femmes pour savoir si elles obtiennent un orgasme lors d'un coït. Les causes de l'absence d'excitation sexuelle connues étaient l'aversion ou les inhibitions psychologiques.
Parmi les personnes interrogées figurent toutefois des femmes qui, avec un homme qu'elles aiment et désirent, « ressentaient le plus grand plaisir à certains contacts tendres », autrement dit qui parvenaient à l'orgasme lors de stimulations manuelles, sans y parvenir pendant le coït. Bonaparte a examiné la distance entre le clitoris et le vagin chez 200 femmes. Chez 69 % de celles-ci, le CUMD était de 1,25 à 2,25 cm, la plupart d'entre elles ayant vécu l'acte sexuel comme agréable et satisfaisant. Pour 10 % des femmes, la distance était de 2,5 cm. 21 % mesuraient de 2,75 à 2,25 cm. Toutes les femmes présentant un écart important ont déclaré ne pas éprouver de plaisir satisfaisant lors de la pénétration du pénis, bien que certaines se soient dites très sensibles aux « caresses précises de l'homme ».
Marie Bonaparte en a déduit qu'il existe un lien de causalité anatomique entre une grande CUMD et la « frigidité vaginale », ce qui expliquerait pourquoi seules les femmes dont le gland du clitoris est proche du vagin (de sorte qu'il est continuellement touché par le pénis) peuvent éprouver « le plus grand plaisir sexuel » pendant le coït,,.
Marie Bonaparte, qui souffrait d'une « anorgasmie vaginale », se fait opérer à trois reprises par un chirurgien autrichien qui, en vue de raccourcir cette distance et de trouver une sexualité dite « normale », sectionne sur elle et d'autre femmes le « ligament soutenant le clitoris » et leur raccourcit les petites lèvres. Les opérations n'amènent aucun amélioration dans leur vie sexuelle, ne serait-ce que parce que « l'orgasme ressenti au niveau du vagin n'est qu'une amplification de celui ressenti grâce à la simulation du clitoris. »

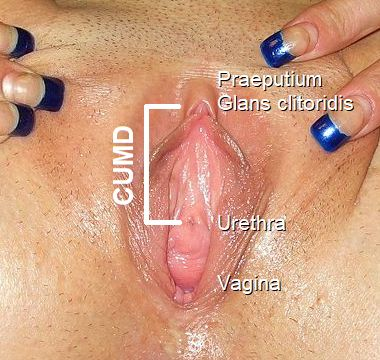
Gland du clitoris à distance moyenne de l'ouverture du vagin.
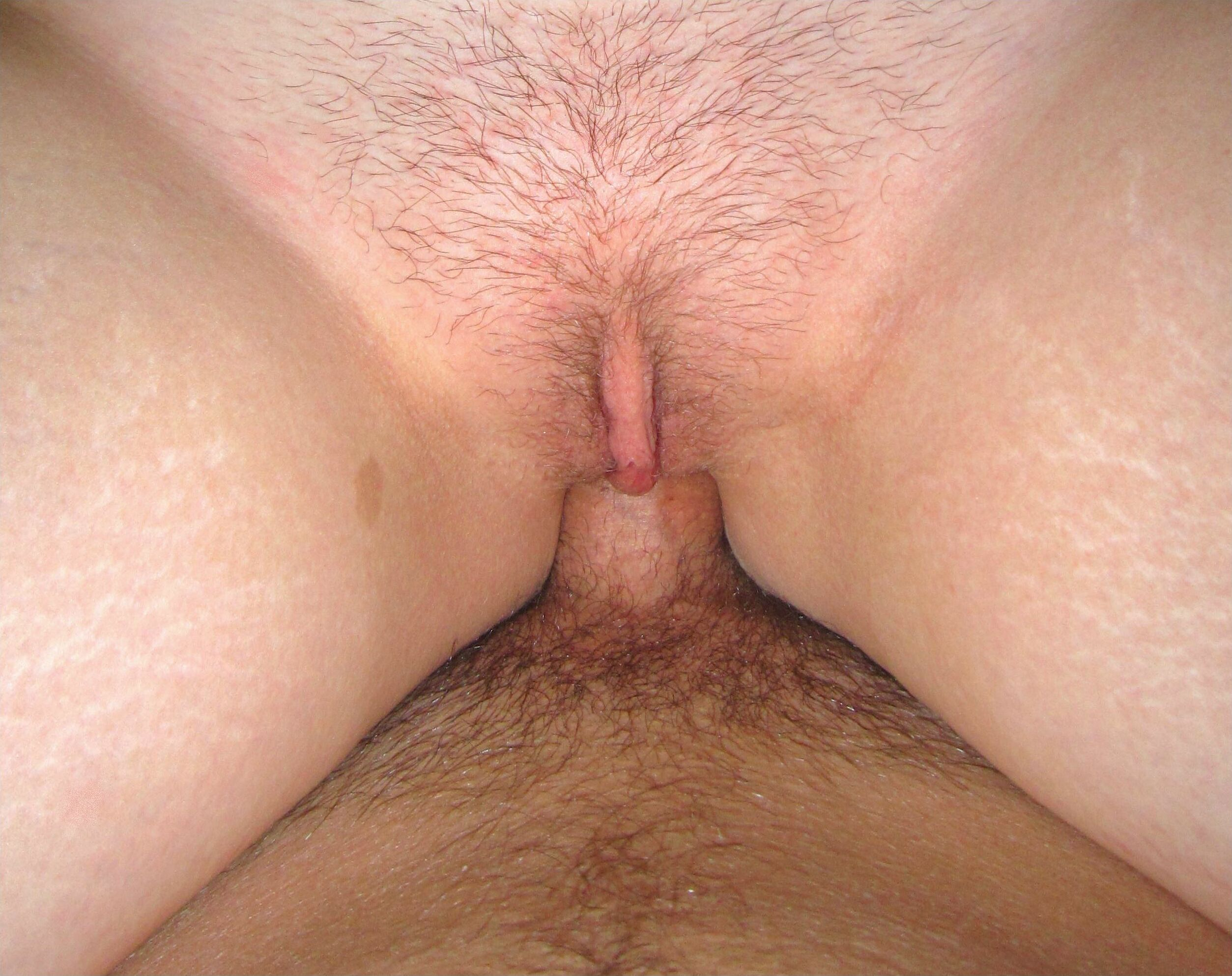
Contact d'un pénis avec un très petit CUMD.
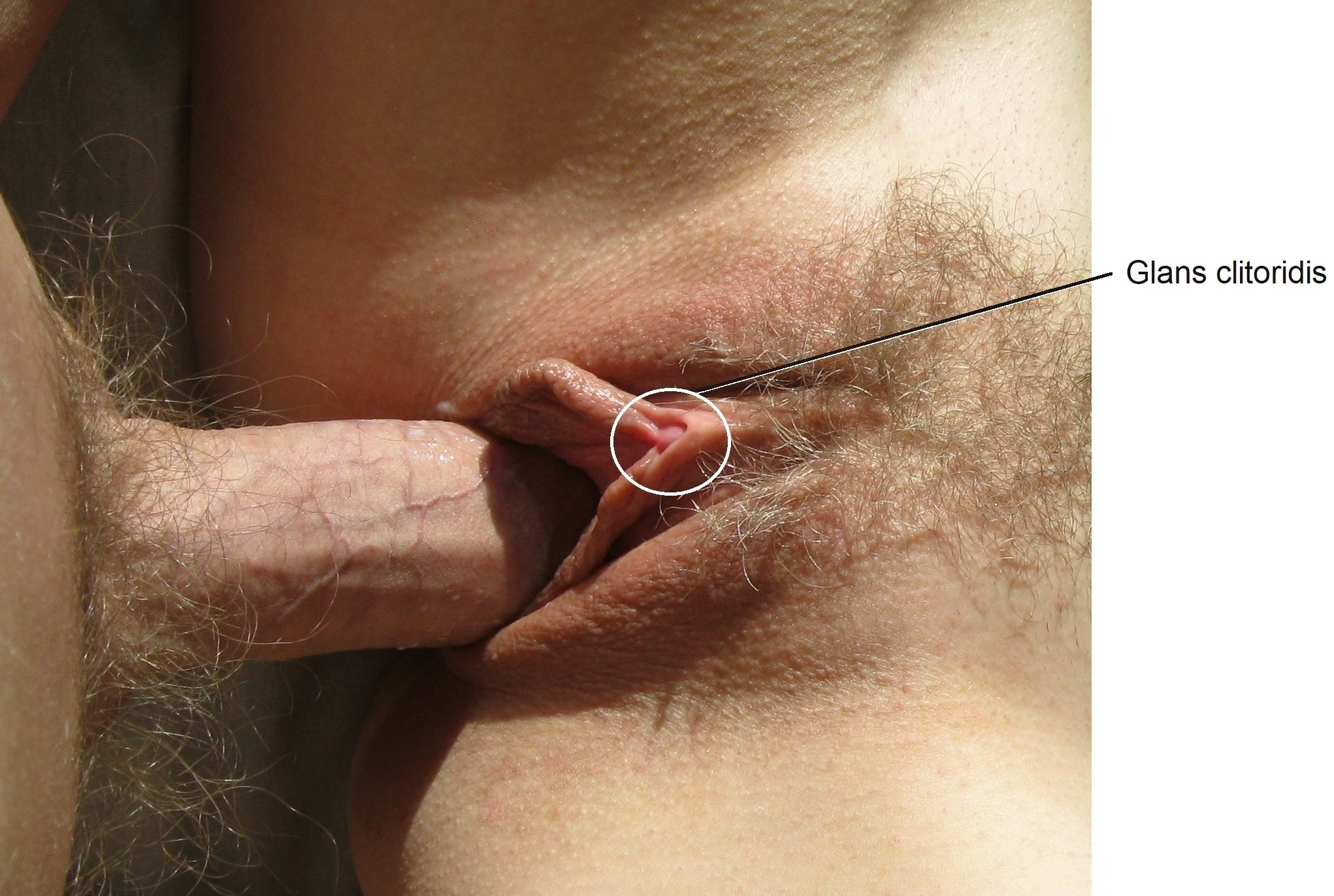
Absence de contact du gland du clitoris avec le pénis.

Une étude réalisée par Carney Landis et ses collègues en 1940 comprend des déclarations correspondantes : « Du point de vue physique, la capacité orgasmique est liée à la distance entre le clitoris et le méat,. »
Les méthodes enseignées par Betty Dodson depuis les années 1970 visent à assurer l'excitation sexuelle de la femme lors des rapports intimes en stimulant de manière indépendante sa vulve et son clitoris de manière continue avec ses mains ou éventuellement avec un vibromasseur,,.
Selon Kim Wallen, le CUMD ne dit rien sur une vie sexuelle heureuse, mais plutôt qu'un écart important donne aux couples l'occasion d'« être un peu plus inventifs avec le sexe ».

## Troubles de santé

### Irritation
Ensemble, l'irritation et le picotement de la vulve sont appelés pruritus vulvae (en). Ce trouble physique peut être causé par plusieurs désordres, quelques-uns pouvant être distingués grâce à un test épicutané. La cause la plus courante de l'irritation est la vaginite candidosique, une infection fongique. Des mesures prophylactiques visant spécifiquement la santé du groupe vagin-vulve préviennent plusieurs désordres, y compris la vaginite candidosique.
Des infections du vagin et de l'utérus peuvent produire des sécrétions vaginales qui peuvent irriter le tissu vulvaire si elles viennent en contact,
Des inflammations, telles la vaginite et la vulvo-vaginite, peuvent provoquer de l'irritation et de la douleur.
Les poils incarnés qui apparaissent à la suite du rasage du pubis peuvent provoquer une folliculite (une infection des follicules pileux) ou provoquer une réponse inflammatoire nommée « Pseudofolliculitis barbae (en) ».
Une autre cause d'irritation, moins courante, est le lichen plan génital. Une variante sévère de ce désordre inflammatoire est le « syndrome vulvo-vaginal gingival » qui peut mener à un rétrecissement du vagin 
ou à la destruction de la vulve.
Plusieurs types d'infections et d'autres maladies, dont le cancer de la vulve, peuvent provoquer de l'irritation,.

### Infections sexuellement transmissibles

Verrues aqueuses dues au molluscum contagiosum.

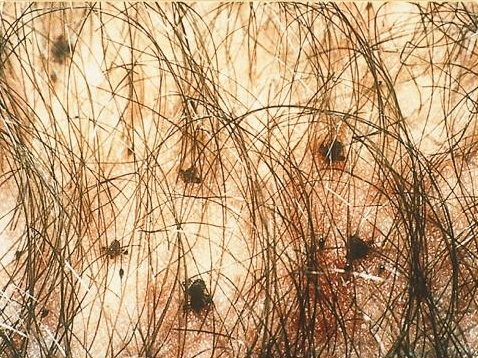
Poils pubiens infectés par des poux du pubis (Phtirius inguinalis).

Plusieurs agents pathogènes peuvent infecter la vulve et ses tissus, que ce soit des bactéries ou des virus ; elle peut aussi être infestée par des parasites comme les poux ou les acariens.
Plus de trente agents infectieux peuvent être sexuellement transmis ; plusieurs ont une incidence sur le fonctionnement du système reproducteur.
La plupart des infections sexuellement transmissibles (IST), aussi nommées MST (pour « maladie sexuellement transmissible »)
ou maladies vénériennes, n'induisent aucun symptôme ou de légers symptômes ; dans ce cas, ils sont peu souvent annonciateurs d'une IST.
La pratique du sexe sans risque peut diminuer significativement les risques de transmission de nombreux agents bactériens, viraux et infectieux.
Aussi nommé « condom », le préservatif pour femme ou pour homme est l'un des moyens de protection les plus efficaces contre la transmission d'agents infectieux.
Au nombre des infections bactériennes, on compte 
- le chancre mou (caractérisé par des ulcères génitaux nommés « chancres »),
- le granulome inguinal (qui présente des granulomes inflammés qui ressemblent à des nodules),
- la syphilis (dont le premier stage se présente sous la forme d'un seul chancre — un ulcère ferme, sans douleur et qui ne pique pas)[89]
- la gonorrhée (qui est asymptomatique mais peut provoquer des écoulements)[90].

Parmi les maladies virales, on compte le papillomavirus humain (VPH) (la plus commune des ITS virales ; elle se présente sous différentes formes).
Le VPH génital peut provoquer l'apparition de verrues aqueuses. Un lien a été établi entre le VPH et le cancer de la vulve, même si le VPH est souvent la cause du cancer du col utérin.
L'herpès génital est régulièrement asymptomatique ; il se manifeste parfois par de petits phlyctènes qui peuvent dégénérer en ulcères.
Le VIH (cause du sida) est le plus souvent transmis lors d'une relation sexuelle ; la vulve peut alors être le siège d'ulcères.
Le molluscum contagiosum, maladie très contagieuse, est transmissible par simple contact et fait apparaître des verrues aqueuses,.
Parmi les maladies infectieuses de la vulve, on compte la trichomonase, la phtiriase et la gale.
La trichomonase, transmise par le parasite Trichomonas vaginalis, est la plus commune des ITS infectieuses.
La plupart des femmes infectées ne présentent aucun symptôme ; chez les autres femmes infectées, les symptômes peuvent inclure des démangeaisons dans la région génitale, une mauvaise odeur des sécrétions vaginales, des sensations de brûlure lors de la miction et une douleur lors des rapports sexuels.
La phtiriase est due au pou du pubis (Phtirius inguinalis) ; quand les poils pubiens sont infestés, la démangeaison peut être intense.
La gale est due au parasite sarcopte (Sarcoptes scabiei), qui provoque également une intense démangeaison.

### Cancer
Plusieurs structures malignes peuvent se développer dans les structures vulvaires. La majorité des cancers de la vulve sont des carcinomes épidermoïdes ; ils sont habituellement localisés sur les lèvres, particulièrement les grandes lèvres. Vient ensuite le mélanome vulvaire, mais il est beaucoup plus rare.
Parmi les symptômes et indicateurs médicaux, on retrouve : prurit ou hémorragie ; modifications cutanées dont rougeurs, rash, ulcères et changement de couleur de la peau vulvaire. Des douleurs au pelvis peuvent aussi se manifester, particulièrement lors  de la miction ou de rapports sexuels. Un mélanome vulvaire se forme le plus souvent chez les femmes dans la cinquantaine et plus tard ; il est plus fréquent chez les femmes blanches que noires.
Une vulvectomie pourrait être faite dans le but de retirer en partie ou complètement la vulve. Cette procédure est souvent conduite pour certaines formes de cancers, la dysplasie vulvaire ou la néoplasie intraépithéliale vulvaire.

### Autres
La fusion des petites lèvres (aussi nommée « fusion labiale (en) » ou « accolement des petites lèvres ») touche un certain nombre de jeunes filles, « est généralement asymptomatique et se résout souvent de manière spontanée ». Cette condition se traite le plus souvent par l'application d'une crème pharmaceutique, elle peut disparaître à la suite de changements hormonaux à la puberté, ou « le médecin peut séparer les lèvres au cabinet ou en salle d’opération ». Dans tous les cas, elle doit être rectifiée avant la puberté pour permettre le libre écoulement du flux menstruel.
La vulvodynie est une douleur chronique dans la région vulvaire. Elle n'est pas la conséquence d'une seule cause.
La vestibulodynie est une sorte de vulvodynie localisée dans le vestibule vulvaire. Cette condition affecte le plus souvent les femmes en préménopause.
Un certain nombre de désordres cutanés, tels le lichen scléroatrophique et la lichénification, affectent la vulve. Cet organe peut être le siège d'une forme métastasique peu courante de la maladie de Crohn qui se manifeste sous la forme de lésions cutanées hypertrophiques ou d'abcès vulvaires.
L’hidradenoma papilliferum (en) se manifeste par une ulcération des nodules, lesquels se trouvent le plus souvent sur la peau des lèvres ou parmi les plis de la vulve.
L'hidrosadénite suppurante est une maladie cutanée entraînant l'apparition de nodules, d'abcès et de fistules inflammatoires qui affectent la vulve sous certaines conditions ; elle peut créer des kystes douloureux qui se transforment en ulcères avec le temps,.
Si elle est chronique, elle peut mener à des carcinomes épidermoïdes.
Le papillomatosis vestibulaire (en) est un désordre asymptomatique du vestibule vulvaire caractérisé par de petites protubérances roses sur l'épithélium de la vulve ou sur les petites lèvres.
Le psoriasis inversé est un sous-type du psoriasis, maladie auto-immune, où des plaques rouges apparaissent dans les plis des lèvres.

### Accouchement: lésions et rasage
La région vulvaire peut être traumatisée lors de l'accouchement.
Pendant ce travail, le vagin et la vulve sont étirés lors du passage de la tête du bébé (d'environ 9,5 cm). Le passage peut provoquer des déchirures dans l'ouverture du vagin et d'autres structures du périnée.
Une épisiotomie (incision du périnée à titre prophylactique) est parfois pratiquée pour faciliter le passage du bébé tout en limitant le nombre de déchirures. Une incision guérit plus rapidement qu'une déchirure. Les deux peuvent être refermées par des sutures,.
Le rasage de routine des poils pubiens ne présente aucun avantage avant l'accouchement.
Parmi les méthodes utilisées, la technique de rasage appelée prepping augmente les risques d'infection à la suite d'une chirurgie dans cette région,

### Chirurgie
La génitoplastie et la chirurgie plastique peuvent être faites dans le but de réparer, restaurer ou modifier les tissus vulvaires, particulièrement à la suite de blessures causées par un accident ou de la destruction de tissu à la suite d'un cancer ou son traitement. Ces procédures comprennent la vaginoplastie, qui peut aussi être effectuée en tant que chirurgie esthétique, et la labiaplastie, qui modifie l'apparence des structures externes. La vaginoplastie et la labiaplastie sont souvent effectuées lors d'une chirurgie de réattribution sexuelle,.
Le recours à la chirurgie esthétique a été critiqué par les cliniciens,. En septembre 2007, l'American College of Obstetricians and Gynecologists (ACOG) recommande que les femmes soient informées des risques chirurgicaux. L'association mentionne un manque de données suffisantes pour évaluer de façon scientifique leur sécurité et leur efficacité. Elle souligne également des risques d'infections, de sensations modifiées, de dyspareunie, d'adhérences et d'anneaux de tissus cicatriciels.
Un certain pourcentage de la population souhaitant subir une chirurgie esthétique éprouve de la dysmorphophobie ; dans ce cas, la chirurgie n'améliore pas l'image que ces gens ont d'eux-mêmes

## Société et culture

### Hygiène de la vulve

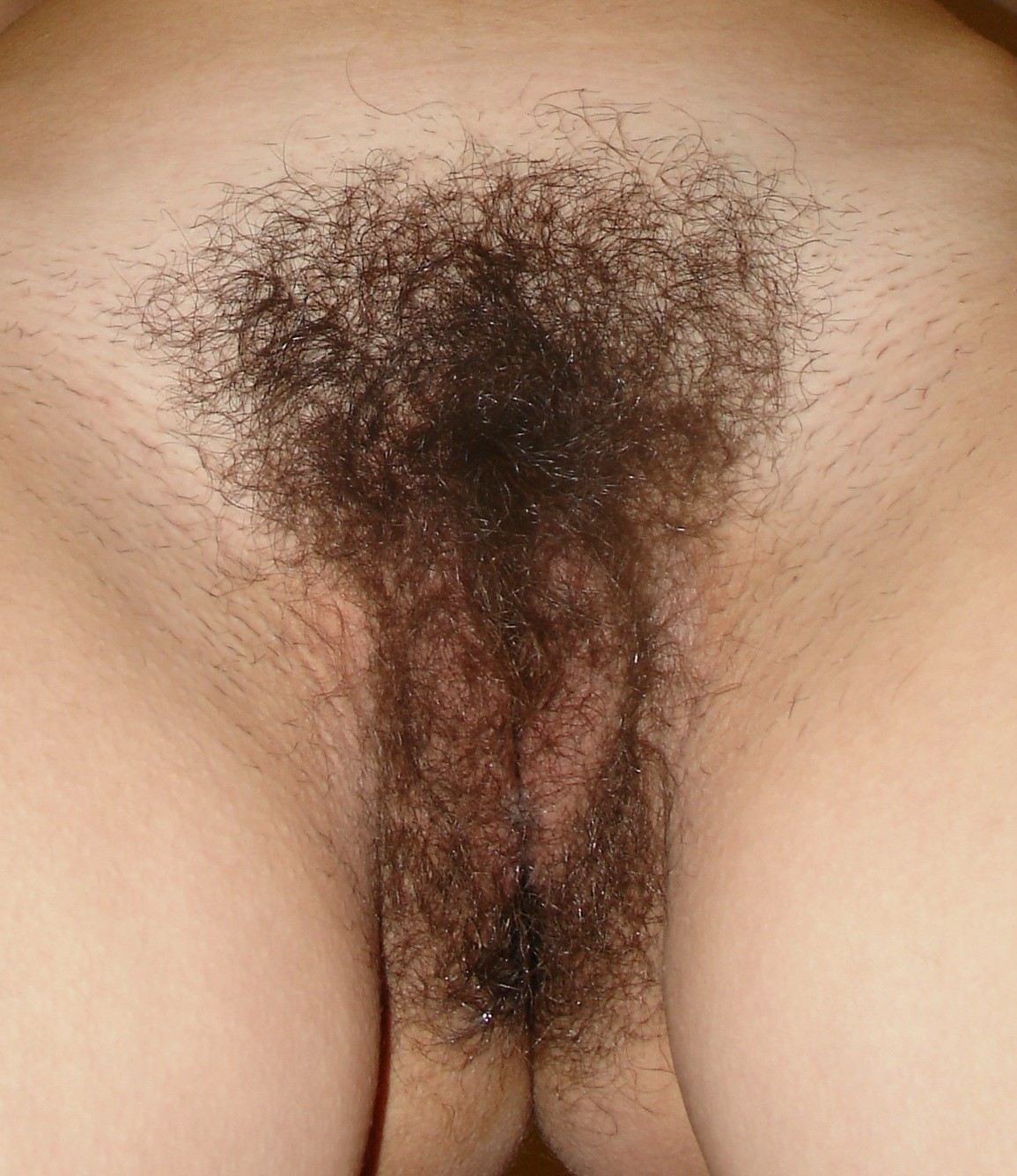
Vulve avec pilosité naturelle.

L'hygiène de la vulve est un thème récurrent, car elle est souvent considérée comme sale : 

« À force d'entendre depuis 50 ans que leur sexe est sale et qu'il faut "rester fraiche", les femmes ont intégré l'achat de produits spécifiques, de savon intime, de protège-slips parfumés dans les "réflexes beauté". »

 De nombreuses femmes angoissent au sujet de l'odeur de leur vulve, et certaines vont jusqu'à refuser de vivre des expériences de sexe oral ou même s'isoler lorsqu'elles sont dans un lieu public, pour cette raison.
La présence de poils pubiens autour de la vulve est normale, mais peut aussi être perçue comme un manque d'hygiène, bien que ce ne soit pas relié,. Les mycoses vaginales font partie des conséquences les plus répandues de l'épilation de la zone pubienne, mais les risques vont jusqu’aux maladies sexuellement transmissibles.

### Modifications des parties génitales féminines

#### Étirements des lèvres
Certaines pratiques culturelles, particulièrement chez les Khoïkhoï et au Rwanda, sont favorables à l'étirement des petites lèvres, lesquelles sont volontairement étirées en tirant dessus à répétition ou, parfois, en y attachant des poids,,.
L'étirement labial est une pratique courante et encouragée dans l'Est et le Sud de l'Afrique,,. Dès la puberté, elle est plus ou moins imposées à ces jeunes femmes africaines ; le but étant d'améliorer la satisfaction sexuelle des deux partenaires,. Étirées à leur maximum, les petites lèvres peuvent atteindre 17 cm (7 pouces).

#### Épilation

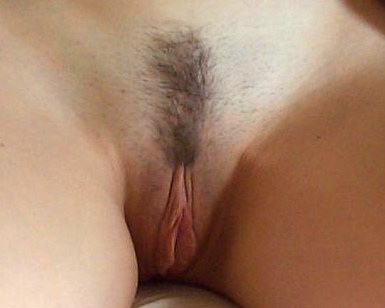
Épilation à la française de la vulve.

La pratique de l'épilation est risquée car elle augmente le risque d'IST, d'infections uro-génitales et de mycoses.
Dans quelques cultures, y compris dans les pays occidentaux, des femmes rasent ou épilent en partie ou complètement les poils près de la vulve. Lorsque les maillots de bain taille haute sont devenus à la mode, plusieurs femmes souhaitant les porter ont décidé de raser les parties extérieures de leur triangle pubien pour cacher leur pilosité pubienne.
L'épilation pubienne est relativement récente dans l'histoire du Canada, des États-Unis et de l'Europe de l'Ouest, qui est le plus souvent une épilation du maillot ou une épilation brésilienne (tous les poils pubiens ont été épilés), alors que cette pratique est courante depuis des siècles dans plusieurs cultures d'Europe de l'Est et au Moyen-Orient, entre autres pour des raisons d'hygiène, L'épilation peut être partielle, presque complète ou intégrale.
L'épilation « à la française » laisse deux petites régions couvertes de poils de chaque côté des petites lèvres ou un rectangle de poils pubiens au-dessus de la vulve et aligné avec la fente vulvaire. Dans l'islam, la suppression complète des poils pubiens fait partie de l'hygiène recommandée.

#### Piercing

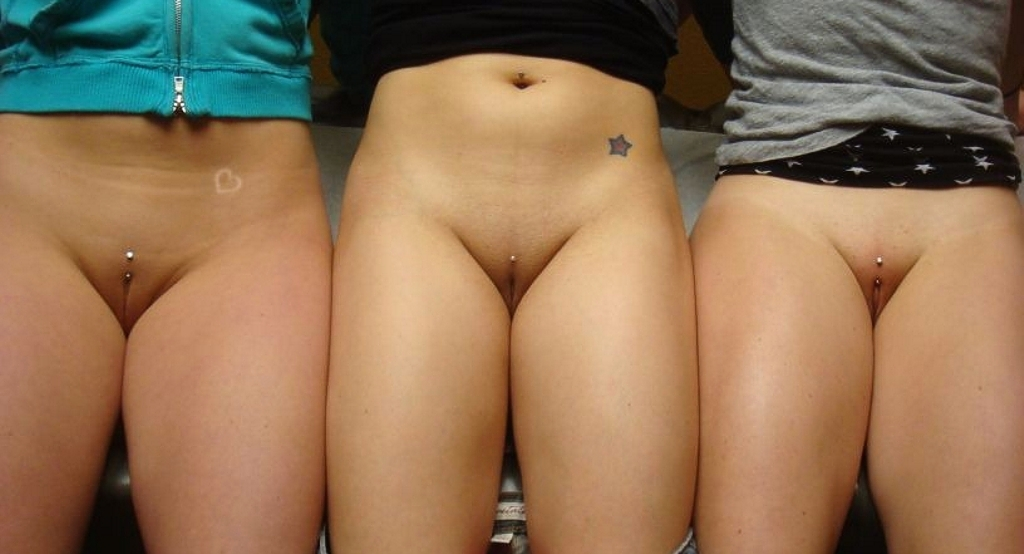
Le piercing génital féminin prend différentes formes, dont le piercing Nefertiti (femme au centre) et le piercing Christina (les deux autres femmes).

Plusieurs types de piercing génitaux féminins sont possibles, dont le piercing Christina, le piercing Nefertiti, le piercing de la fourchette et le piercing des lèvres. Il est souvent fait pour de raisons esthétiques, mais quelques types comme le piercing du clitoris peuvent augmenter le plaisir lors d'un rapport sexuel. Alors qu'il est courant dans certaines cultures traditionnelles, le piercing des parties intimes est relativement récent dans les sociétés occidentales,,.

#### Chirurgie
La chirurgie des parties génitales féminines peut recourir à différentes techniques : resurfaçage au laser des lèvres pour éliminer les rides, labiaplastie (pour modifier la taille des lèvres) et la vaginoplastie. En septembre 2007, l'American College of Obstetricians and Gynecologists (ACOG) publie une opinion sur ces techniques chirurgicales et d'autres techniques modifiant les parties génitales féminines, dont le « rajeunissement génital », la « vaginoplastie conceptuelle » (designer vaginoplasty), la « revirginité » et l'« amplification du point G ». L'ACOG et l'ISSVD (en) (International Society for the Study of Vulvovaginal Disease) recommandent d'informer les femmes souhaitant se soumettre à de telles chirurgies du manque de données suffisantes pour évaluer de façon scientifique leur sécurité et leur efficacité. Elles soulignent également des risques d'infections, de sensations modifiées, de dyspareunie, d'adhérences et d'anneaux de tissus cicatriciels,.

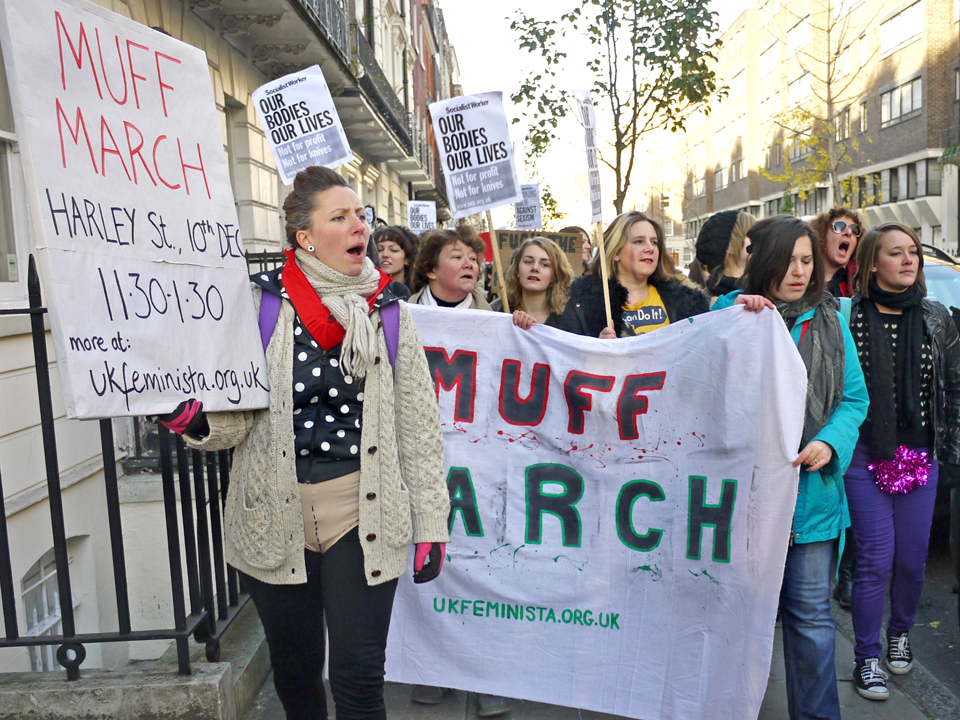
Le mouvement Labia pride exprime son opposition à la chirurgie esthétique des parties génitales féminines (photo prise lors de la Muff March à Londres en 2011)

La popularité de la chirurgie esthétique des parties génitales féminines étant en croissance dans les années 2010, un mouvement d'opposition exprime de plus en plus régulièrement son opposition par le cyberféminisme et par des manifestations dans la rue (par exemple, celles du Labia pride (en)). Le principal point litigieux est qu'une forte publicité pour ces procédures, combinée à un manque d'éducation du public, favorise l'insécurité corporelle chez les femmes ayant de grandes lèvres, malgré le fait qu'il existe une variation individuelle normale et prononcée de la taille des lèvres. Selon ce mouvement, la préférence pour de plus petites lèvres est due à une mode passagère qui est déconnectée des besoins cliniques et fonctionnels des femmes,.

#### Mutilations génitales
Les mutilations génitales féminines constituent la majorité des modifications non-consensuelles des organes génitaux de par le monde. Elles peuvent provoquer la destruction partielle ou complète des organes génitaux. Ces mutilations sont menées dans une trentaine de pays d'Afrique et d'Asie ; en 2018, elles avaient été pratiquées sur plus de deux cents  millions de filles et sur beaucoup moins de femmes. Presque toutes ces procédures sont faites sur de jeunes filles. Elles touchent également les personnes immigrant de ces pays. Ces mutilations sont le plus souvent justifiées par des raisons culturelles.

### Religions

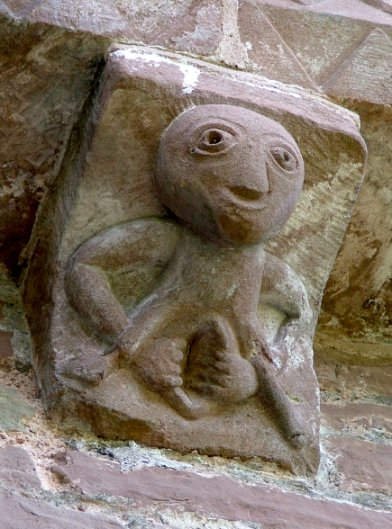
Une Sheela Na Gig datée du XIIe siècle.

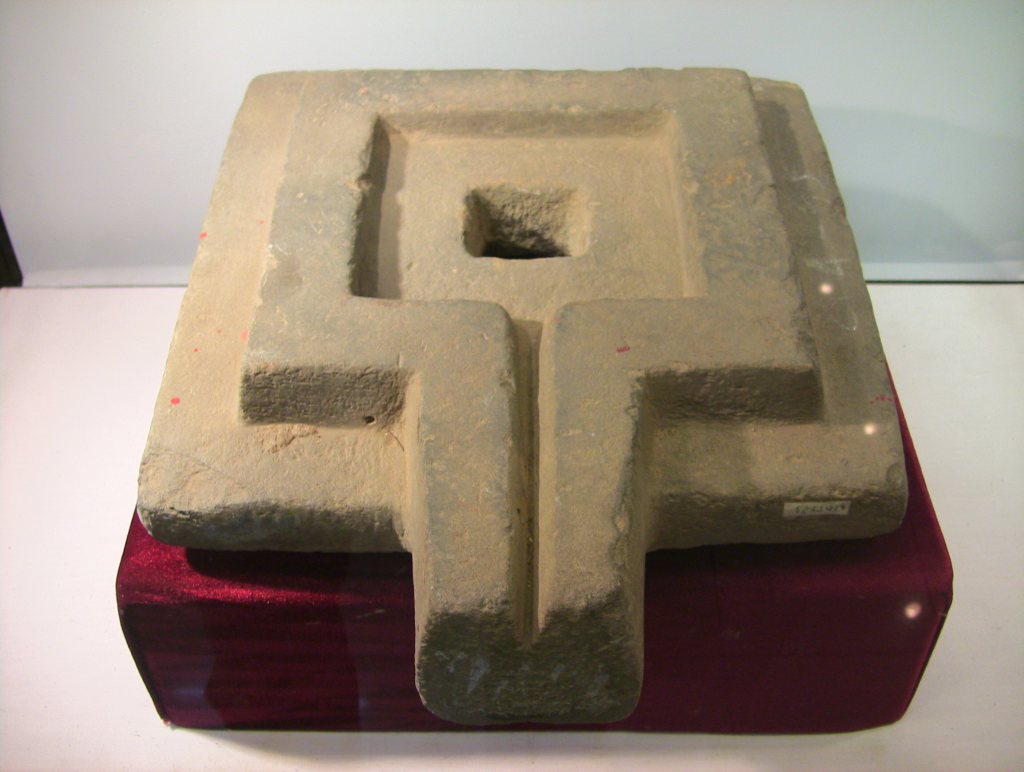
Yoni, représentation sculpturale hindoue.

Quelques cultures humaines ont longtemps célébré la vulve, allant jusqu'à la vénérer. Pendant la période d'Uruk (c. 4000–3100 av. J.-C.), les anciens Sumériens considéraient la vulve comme sacrée,.
Plusieurs poèmes sumériens qui louangent la vulve d'Ishtar, la déesse de l'amour, du sexe et de la fertilité, sont parvenus jusqu'à nous. Dans la religion sumérienne, la déesse Nin-imma personnifie les organes génitaux de la femme,. Le fluide vaginal, selon les anciens textes sumériens, est d'un goût « agréable ». Dans l'un des hymnes sumériens en l'honneur d'une mariée, une jeune femme se réjouit que les poils de sa vulve ont poussé. Des reproductions en argile de vulves ont été découvertes dans le temple d'Ishtar à Assur.
Quelques traditions indiennes, comme le shaktisme (un culte traditionnel centré sur une déesse), révère l'organe génital féminin sous le nom de « yoni »,. La déesse sous la forme de devî est vénérée en tant que déité suprême. Le yoni, une représentation de la déité femelle, est présent dans plusieurs temples pour soutenir les prières et favoriser les offrandes. La vulve est aussi représentée de façon symbolique comme mudrā dans les rites spirituels, y compris le yoga.
Des allégations similaires ont été faites pour justifier le culte de la pierre noire, située à Kaaba, par les pratiquants des religions arabes antérieures à l'islam.
Des débats ont tenté de déterminer à quelle déesse est associée la pierre,.
Les Sheela Na Gig sont des sculptures grossières de femmes nues dotées d'une vulve d'une taille exagérée. Elles ont été sculptées en Europe dans les temps anciens et au Moyen Âge,. Même si elles décorent plusieurs églises et cathédrales, leur origine et leur signification prêtent à débats. Selon une théorie courante, elles servaient à éloigner les démons. Selon une autre théorie, les Sheela Na Gig étaient des assistantes divines lors des accouchements,.

### Dans l'art

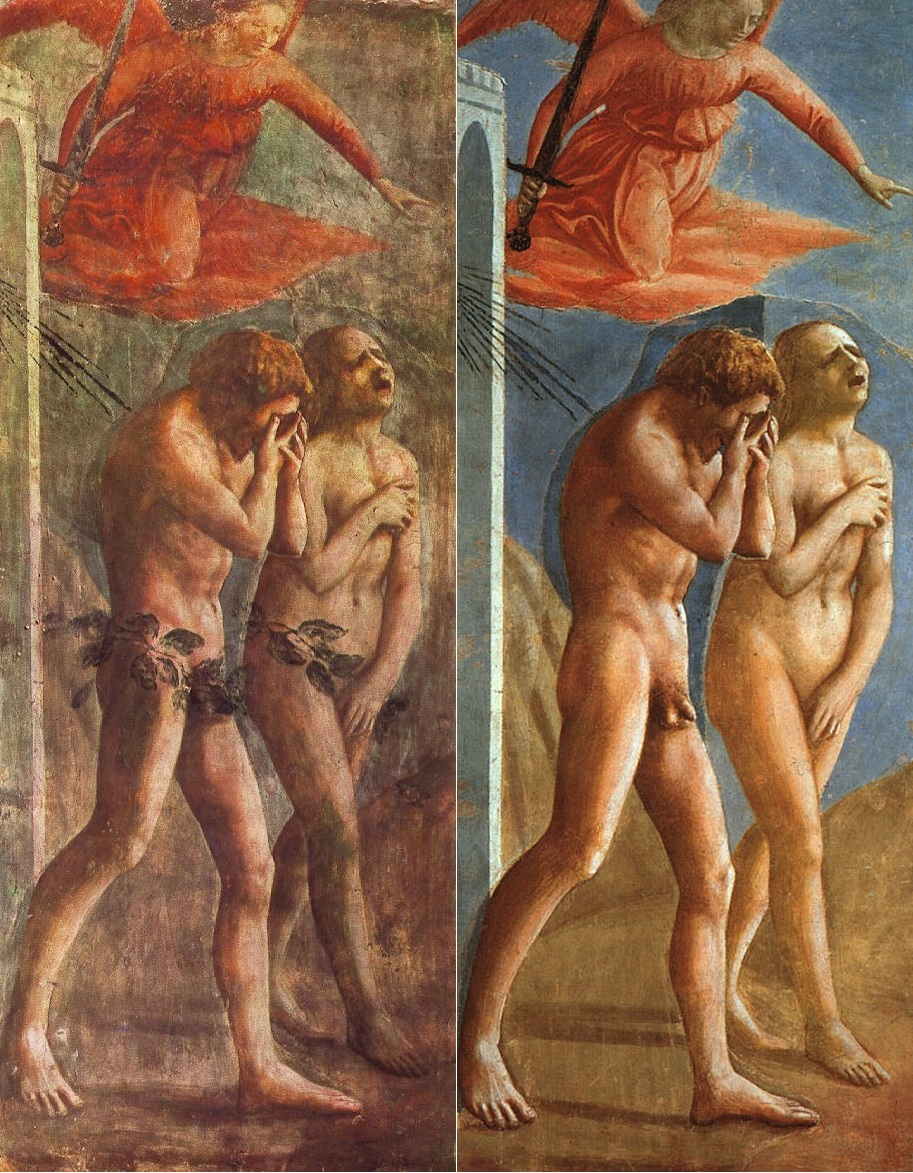
Adam et Ève chassés de l'Éden, fresque de Masaccio avant et après restauration ; peinte en 1425, altérée en 1680 et restaurée en 1980.

L'Origine du monde de Gustave Courbet (1866).

L'Origine du monde, toile réaliste peinte par Gustave Courbet en 1866, est l'une des premières représentations de la vulve de ce mouvement artistique ; elle a été présentée au public plusieurs années après sa création.
Sur les peintures et sculptures figurant des femmes nues, la région pubienne a aussi souvent été recouverte d'un morceau de tissu ou d'une feuille de vigne, telle Adam et Ève chassés de l'Éden de Masaccio.
De nombreux sculpteurs et peintres ont choisi de ne pas représenter de vulves dans leurs œuvres, même quand ils représentaient des femmes nues. Elle était ignorée, voire bouchée a posteriori, comme c'est le cas avec la statue en bronze de Diane par Houdon (sculpteur « adepte du portrait vivant ») exposée au musée du Louvre. Pour Guilhem Scherf, dans le livre consacré à cette œuvre publié par les éditions du musée, les conservateurs du Louvre ont fait en sorte que « la fente vulvaire fut rebouchée avec une série de six tiges en bronze, probablement filetées, insérées dans des trous forés dans le matériau, puis martelées en surface. »

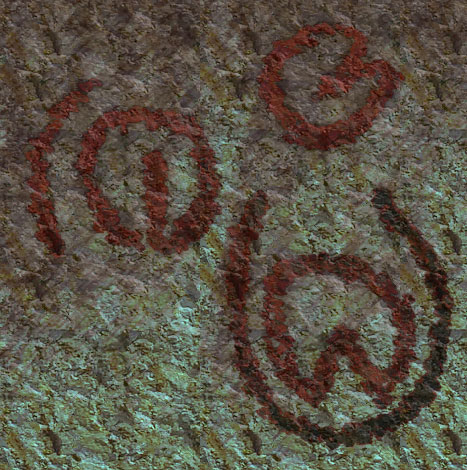
Représentations au Paléolithique de vulves.
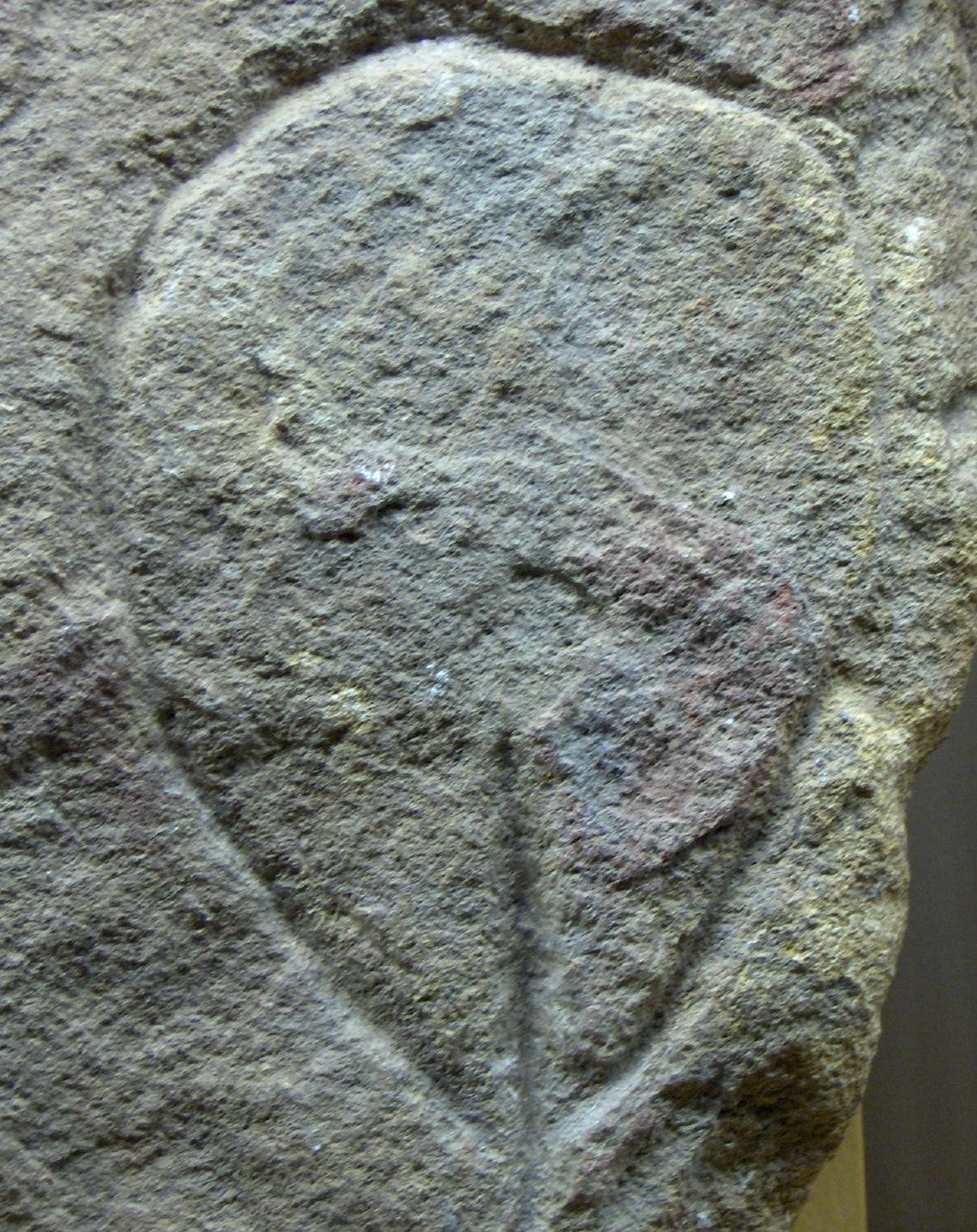
Vulve stylisée taillée dans un pierre au Paléolithique.
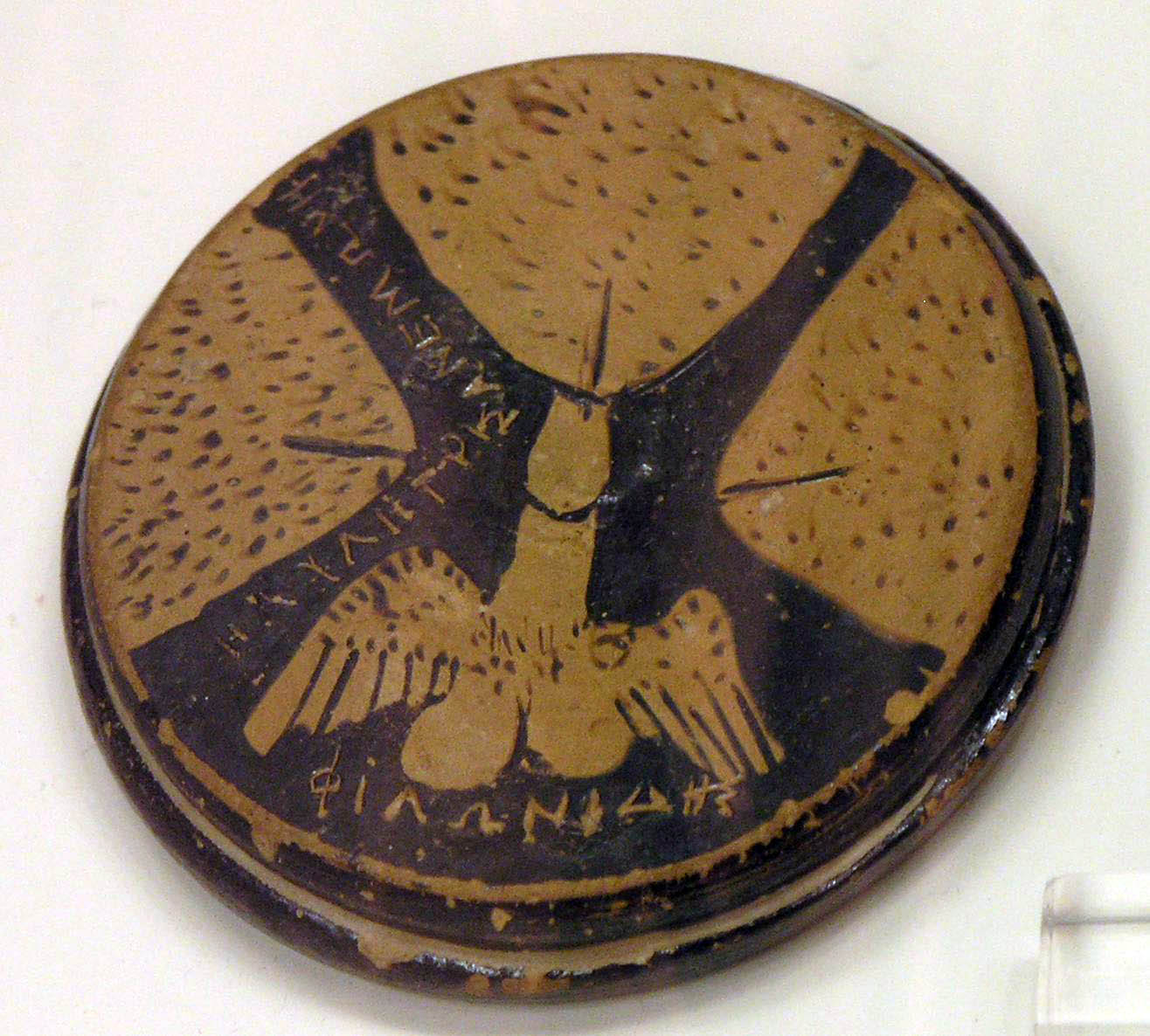
Couvercle attique à figures rouges, où apparaissent trois sexes féminins et un phallus pourvu d'ailes.
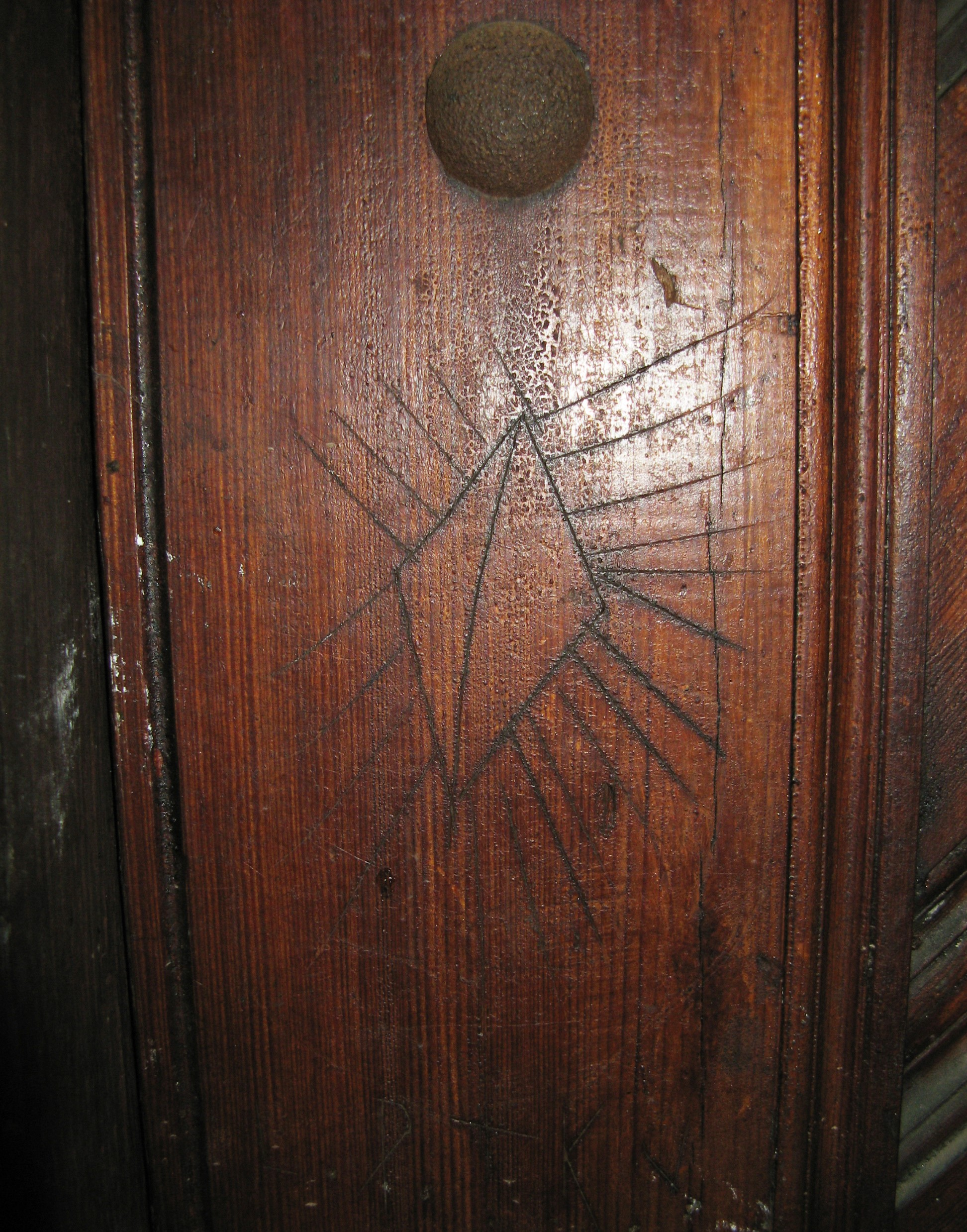
Le symbole Píča (en), représentation tchèque ou slovaque stylisée d'une vulve.
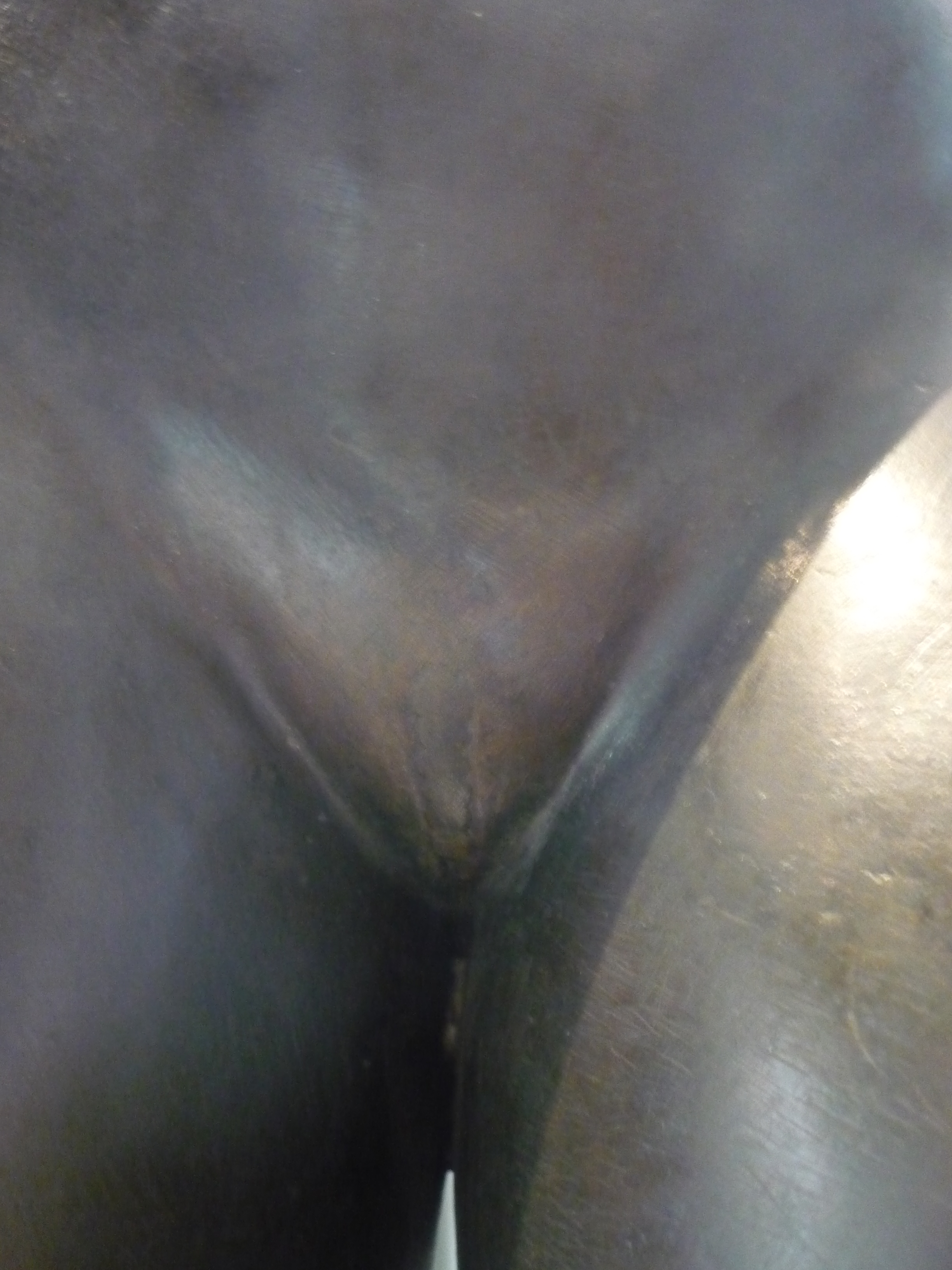
Sur la statue en bronze de Diane par Jean-Antoine Houdon au musée du Louvre, la vulve d'origine a été bouchée.

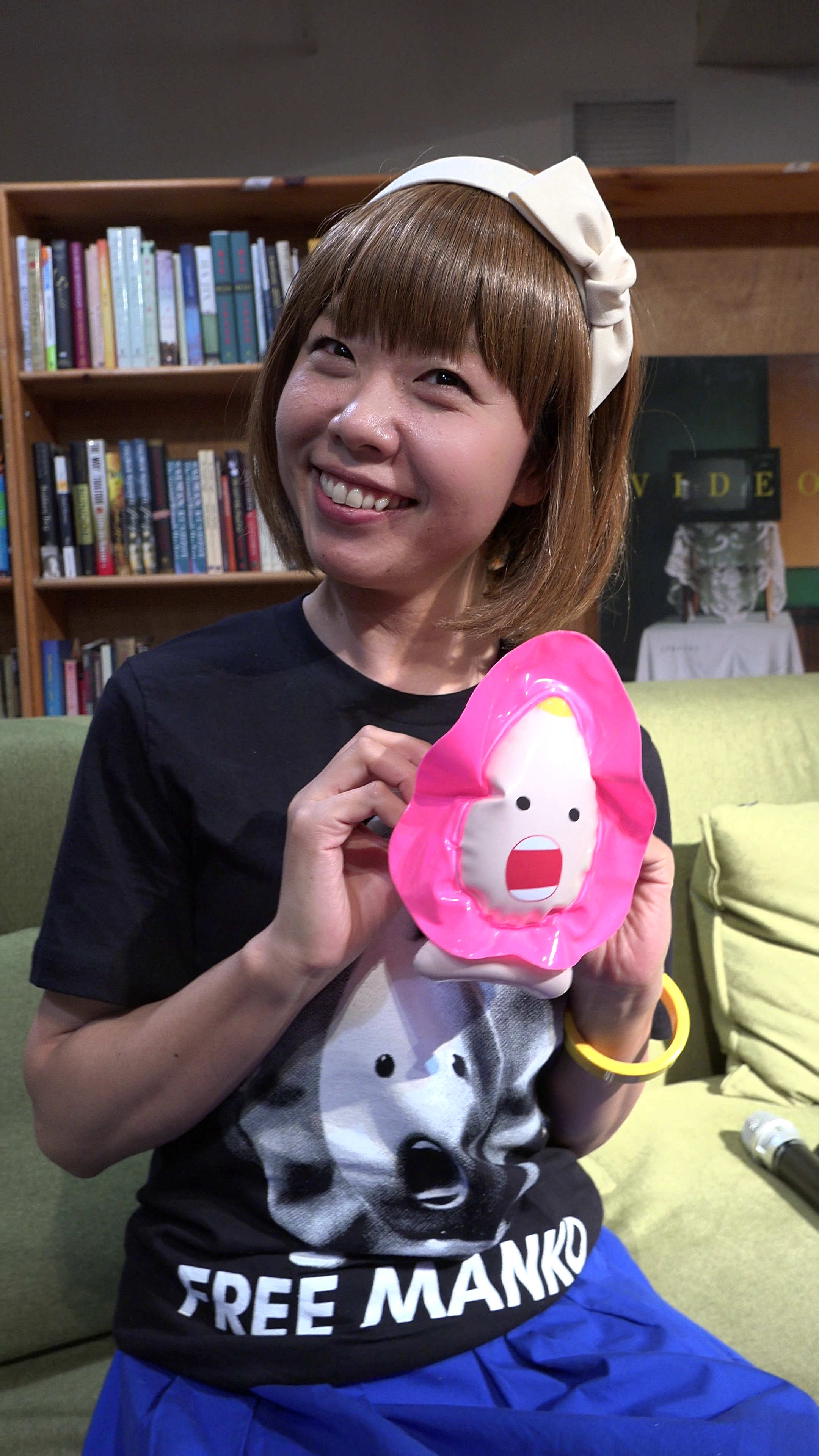
L'artiste japonaise Megumi Igarashi exhibant un portrait stylisé de la vulve.

L'artiste plasticienne japonaise Megumi Igarashi a surtout porté ses efforts sur la peinture et le modelage des vulves et d'objets apparentés. Elle a recours à des moules pour créer des dioramas en 3D de sa vulve, souhaitant démystifier les organes génitaux féminins
The Dinner Party est une installation artistique réalisée par la féministe américaine Judy Chicago de 1974 à 1979. L'ensemble des assiettes, chacune ayant la forme élaborée d'une vulve qui vise à rappeler l'existence d'une femme historiquement notoire, est arrangé de façon à former un triangle, allusion au triangle urogénital.
L'artiste britannique Jamie McCartney (en) crée en 2011 une installation artistique, The Great Wall of Vagina, laquelle comporte 400 moules de vulves reproduites à leur taille réelle. Des textes éducatifs, rédigés par une conseillère en santé sexuelle, accompagnent l'œuvre. L'artiste écrit qu'il a produit cette installation « pour s'attaquer à certains stigmates et idées fausses qui sont monnaie courante »,,.
Le Vagina Museum est un musée consacré à l'appareil génital féminin,. Le Vaginamuseum est un musée virtuel consacré à l'organe reproducteur féminin.

### Citations originales
1. ↑  (en) « address some of the stigmas and misconceptions that are commonplace »

### Iconographie
- Vulve (description anatomique), aly-abbara.com

### Vidéo
- (fr + de) [vidéo][Production de télévision] « Viva la vulva », Ovidie (intervenante), Seyran Ates (intervenante) sur ORF, 24 février 2019, 52 min, Autriche (consulté le 11 septembre 2023)